# Aeglocryptus achrysus
Aeglocryptus achrysus là một loài tò vò trong họ Ichneumonidae.